# Franklin County (Massachusetts)
Franklin County is een county in de Amerikaanse staat Massachusetts.
De county heeft een landoppervlakte van 1.818 km² en telt 71.535 inwoners (volkstelling 2000). De hoofdplaats is Greenfield.